# Ivan-Anton Vasilj
Ivan-Anton Vasilj (Zara, 5 aprile 1991) è un calciatore croato, difensore dell'HNK Zara.

## Carriera

### Club
Il 15 febbraio 2016 viene acquistato dal RNK Spalato.